# Campeonato Timorense de Futebol Feminino
O Campeonato Timorense de Futebol Feminino é o principal torneio desportivo mulheril de Timor-Leste. Foi criado em 2019 pela federação de futebol do país.

## História
O primeiro torneio feminino do futebol timorense foi a Copa Feto, realizada pela FFTL entre outubro e novembro de 2019. Apesar do nome, consistiu numa liga entre 8 equipas que jogaram entre si, qualificando-se para as semifinais as 4 melhores colocadas.
Em 2020, a federação timorense renomeou o campeonato para Liga Feto Timor, com a participação de 11 equipas e o formato com apenas uma fase, de pontos corridos, com todos os times jogando entre si.
Em 2021, o campeonato foi reestruturado, com as 11 equipas participantes sendo divididas em duas divisões, de acordo com seu desempenho na liga do ano anterior. A primeira divisão da nova Liga Timorense de Futebol Feminino contou com apenas 5 times, enquanto a segunda divisão teve 6 equipas. Em ambas as divisões, os times jogaram entre si em turno e returno, também em sistema de pontos corridos.
Na temporada 2023-24, o número de times na primeira dvisão foi expandido para 6, tendo a equipa do Sport Laulara e Benfica sido coroada bicampeã timorense. A temporada 2025 da liga será iniciada no segundo semestre do ano.

## Campeãs
Segue-se, abaixo, o histórico da Primeira Divisão.
| 1ª | 2019    | Sport Laulara e Benfica | Maudoko FC        |                   |                   |
| 2ª | 2020    | F.C. Buibere            | Maranatha FC      |                   |                   |
| 3ª | 2021    | S'Amuser FC             | F.C. Buibere      |                   |                   |
|    | 2022    | Não houve torneio       | Não houve torneio | Não houve torneio | Não houve torneio |
| 4ª | 2023-24 | Sport Laulara e Benfica | Maranatha FC      |                   |                   |
| 5ª | 2025    |                         |                   |                   |                   |

## Ligações Externas
- FFTL - Página oficial no Facebook